# Championship League 2025
Die BetVictor Championship League 2025 war ein Einladungsturnier der Snooker-Saison 2024/25. Das Turnier fand an drei Terminen statt beginnend mit Gruppe 1 am 3. Januar und endend mit dem Winners’-Group-Finale am 5. Februar. Seit 2021 war Leicester fester Austragungsort, gespielt wurde in der Mattioli Arena.
Lokalmatador Mark Selby hatte im Vorjahr das Einladungsturnier der Championship League gewonnen und verteidigte erfolgreich seinen Titel. Im Endspiel der Winners’ Group schlug er Kyren Wilson mit 3:0. 
Zum zweiten Mal in Folge gab es bei dem Turnier drei Maximum Breaks: Jak Jones, David Gilbert und Mark Selby gelangen Breaks von 147 Punkten.

## Preisgeld
Anders als bei der Championship League zum Auftakt der Saison handelte es sich bei der zweiten Ausgabe um ein Einladungsturnier. Damit zählte das Preisgeld nicht für die Snookerweltrangliste. Die Prämienverteilung und -höhe ist in diesem Format im Wesentlichen seit der Erstausgabe des Turniers 2008 gleich geblieben.
| Gruppen 1–7                            | Preisgeld |
| -------------------------------------- | --------- |
| Sieger                                 | 3.000 £   |
| Finalist                               | 2.000 £   |
| Halbfinalist                           | 1.000 £   |
| Prämie pro Framegewinn (K.-o.-Phase)   | 300 £     |
| Prämie pro Framegewinn (Gruppenspiele) | 100 £     |
| Höchstes Break                         | 500 £     |

| Winners’ Group                         | Preisgeld |
| -------------------------------------- | --------- |
| Turniersieger                          | 10.000 £  |
| Finalist                               | 5.000 £   |
| Halbfinalist                           | 3.000 £   |
| Prämie pro Framegewinn (K.-o.-Phase)   | 300 £     |
| Prämie pro Framegewinn (Gruppenspiele) | 200 £     |
| Höchstes Break                         | 1.000 £   |

## Qualifikationsgruppen
In jeder der sieben Gruppen traten sieben Spieler im Round-Robin-Modus gegeneinander an. Die ersten vier Spieler jeder Gruppe kamen weiter in die K.-o.-Phase, in der um den Gruppensieg gespielt wurde. Der Gewinner qualifizierte sich für die abschließende Winners’ Group. Die in der K.-o.-Phase unterlegenen Spieler sowie der auf Rang 5 platzierte Spieler traten in der folgenden Gruppe zusammen mit drei neuen Spielern wieder an. Die beiden Gruppenletzten schieden aus.
Wie im Vorjahr begann das Turnier am Jahresanfang, diesmal gab es aber nur drei Termine, auf die die 7 Gruppenrunden und die Finalrunde verteilt wurden.

### Gruppe 1
Die Spiele der ersten Gruppe fanden am 3. und 4. Januar 2025 statt. Drei Spieler beendeten die Gruppenphase punktgleich, aber nur Hossein Vafaei konnte in den Ausscheidungsduellen noch einmal zulegen und sich den Sieg sichern. Gary Wilson und Elliot Slessor schieden abgeschlagen aus.

#### Gruppenspiele
| Spiel | Spieler 1      | Ergebnis | Spieler 2      |
| ----- | -------------- | -------- | -------------- |
| 1     | Chris Wakelin  | 31:31    | Gary Wilson    |
| 2     | Jak Jones      | 32:32    | Hossein Vafaei |
| 3     | Ryan Day       | 13:13    | Elliot Slessor |
| 4     | Chris Wakelin  | 30:30    | Pang Junxu     |
| 5     | Hossein Vafaei | 13:13    | Elliot Slessor |
| 6     | Gary Wilson    | 32:32    | Jak Jones      |
| 7     | Chris Wakelin  | 23:23    | Jak Jones      |
| 8     | Ryan Day       | 23:23    | Pang Junxu     |
| 9     | Gary Wilson    | 31:31    | Hossein Vafaei |
| 10    | Pang Junxu     | 13:13    | Elliot Slessor |
| 11    | Chris Wakelin  | 23:23    | Hossein Vafaei |
| 12    | Jak Jones      | 13:13    | Elliot Slessor |

| Spiel | Spieler 1      | Ergebnis | Spieler 2      |
| ----- | -------------- | -------- | -------------- |
| 1     | Chris Wakelin  | 31:31    | Gary Wilson    |
| 2     | Jak Jones      | 32:32    | Hossein Vafaei |
| 3     | Ryan Day       | 13:13    | Elliot Slessor |
| 4     | Chris Wakelin  | 30:30    | Pang Junxu     |
| 5     | Hossein Vafaei | 13:13    | Elliot Slessor |
| 6     | Gary Wilson    | 32:32    | Jak Jones      |
| 7     | Chris Wakelin  | 23:23    | Jak Jones      |
| 8     | Ryan Day       | 23:23    | Pang Junxu     |
| 9     | Gary Wilson    | 31:31    | Hossein Vafaei |
| 10    | Pang Junxu     | 13:13    | Elliot Slessor |
| 11    | Chris Wakelin  | 23:23    | Hossein Vafaei |
| 12    | Jak Jones      | 13:13    | Elliot Slessor |

| Spiel | Spieler 1      | Ergebnis | Spieler 2      |
| ----- | -------------- | -------- | -------------- |
| 13    | Chris Wakelin  | 13:13    | Ryan Day       |
| 14    | Gary Wilson    | 32:32    | Elliot Slessor |
| 15    | Hossein Vafaei | 30:30    | Pang Junxu     |
| 16    | Jak Jones      | 30:30    | Ryan Day       |
| 17    | Chris Wakelin  | 31:31    | Elliot Slessor |
| 18    | Gary Wilson    | 32:32    | Pang Junxu     |
| 19    | Hossein Vafaei | 03:03    | Ryan Day       |
| 20    | Jak Jones      | 03:03    | Pang Junxu     |
| 21    | Gary Wilson    | 03:03    | Ryan Day       |

| Spiel | Spieler 1      | Ergebnis | Spieler 2      |
| ----- | -------------- | -------- | -------------- |
| 13    | Chris Wakelin  | 13:13    | Ryan Day       |
| 14    | Gary Wilson    | 32:32    | Elliot Slessor |
| 15    | Hossein Vafaei | 30:30    | Pang Junxu     |
| 16    | Jak Jones      | 30:30    | Ryan Day       |
| 17    | Chris Wakelin  | 31:31    | Elliot Slessor |
| 18    | Gary Wilson    | 32:32    | Pang Junxu     |
| 19    | Hossein Vafaei | 03:03    | Ryan Day       |
| 20    | Jak Jones      | 03:03    | Pang Junxu     |
| 21    | Gary Wilson    | 03:03    | Ryan Day       |

#### Tabelle
| Pos. | Spieler        | Gegner | Gegner | Gegner | Gegner | Gegner | Gegner | Gegner | Partien | Frames | Punkte | Preisgeld NB |
| ---- | -------------- | ------ | ------ | ------ | ------ | ------ | ------ | ------ | ------- | ------ | ------ | ------------ |
| Pos. | Spieler        | PNG    | VAF    | DAY    | JON    | WAK    | SLE    | GWI    | Partien | Frames | Punkte | Preisgeld NB |
| 1    | Pang Junxu     |        | 3:0    | 2:3    | 0:3    | 3:0    | 3:1    | 3:2    | 4:2     | 14:9   | 4      | 2700 £       |
| 2    | Hossein Vafaei | 0:3    |        | 3:0    | 3:2    | 2:3    | 3:1    | 3:1    | 4:2     | 14:10  | 4      | 6200 £       |
| 3    | Ryan Day       | 3:2    | 0:3    |        | 3:0    | 1:3    | 3:1    | 3:0    | 4:2     | 13:9   | 4      | 2600 £       |
| 4    | Jak Jones      | 3:0    | 2:3    | 0:3    |        | 2:3    | 3:1    | 3:2    | 3:3     | 13:12  | 3      | 5000 £ HB    |
| 5    | Chris Wakelin  | 0:3    | 3:2    | 3:1    | 3:2    |        | 1:3    | 1:3    | 3:3     | 11:14  | 3      | 1100 £       |
| 6    | Elliot Slessor | 1:3    | 1:3    | 1:3    | 1:3    | 3:1    |        | 3:2    | 2:4     | 10:15  | 2      | 1000 £       |
| 7    | Gary Wilson    | 2:3    | 1:3    | 0:3    | 2:3    | 3:1    | 2:3    |        | 1:5     | 10:16  | 1      | 1000 £       |

Qualifikation für das Halbfinale der Gruppe 1
Qualifikation für Gruppe 2

#### K.-o.-Phase
|  | Halbfinale Best of 5 Frames | Halbfinale Best of 5 Frames | Halbfinale Best of 5 Frames |  |  | Finale Best of 5 Frames | Finale Best of 5 Frames | Finale Best of 5 Frames |
|  |                             |                             |                             |  |  |                         |                         |                         |
|  |                             |                             |                             |  |  |                         |                         |                         |
|  | 1                           | Pang Junxu                  | 1                           |  |  |                         |                         |                         |
|  | 4                           | Jak Jones                   | 3                           |  |  |                         |                         |                         |
|  |                             |                             |                             |  |  | 4                       | Jak Jones               | 1                       |
|  |                             |                             |                             |  |  | 2                       | Hossein Vafaei          | 3                       |
|  | 2                           | Hossein Vafaei              | 3                           |  |  |                         |                         |                         |
|  | 3                           | Ryan Day                    | 1                           |  |  |                         |                         |                         |
|  |                             |                             |                             |  |  |                         |                         |                         |

### Gruppe 2
Die Spiele der Gruppe 2 wurden am 6. und 7. Januar ausgetragen. Zu den vier verbliebenen Spielern aus Gruppe 1 kamen als neue Spieler Ali Carter, Si Jiahui und Robert Milkins dazu. Si gewann klar die Gruppenphase, bei den Ausscheidungsspielen musste er aber zweimal einen Rückstand wettmachen, bevor er sich auch hier durchsetzte und in die Winners’ Group aufstieg.
Im Spiel gegen Chris Wakelin gelang WM-Finalist Jak Jones das erste Maximum Break seiner Karriere. Ryan Day und Pang Junxu konnten auch die zweite Chance im Turnier nicht nutzen und schieden aus.

#### Gruppenspiele
| Spiel | Spieler 1      | Ergebnis | Spieler 2      |
| ----- | -------------- | -------- | -------------- |
| 1     | Ali Carter     | 13:13    | Si Jiahui      |
| 2     | Chris Wakelin  | 03:03    | Robert Milkins |
| 3     | Ali Carter     | 32:32    | Pang Junxu     |
| 4     | Jak Jones      | 32:32    | Ryan Day       |
| 5     | Si Jiahui      | 13:13    | Robert Milkins |
| 6     | Chris Wakelin  | 03:03    | Ryan Day       |
| 7     | Ali Carter     | 32:32    | Robert Milkins |
| 8     | Jak Jones      | 03:03    | Pang Junxu     |
| 9     | Si Jiahui      | 23:23    | Chris Wakelin  |
| 10    | Pang Junxu     | 30:30    | Ryan Day       |
| 11    | Ali Carter     | 32:32    | Jak Jones      |
| 12    | Robert Milkins | 13:13    | Ryan Day       |

| Spiel | Spieler 1      | Ergebnis | Spieler 2      |
| ----- | -------------- | -------- | -------------- |
| 1     | Ali Carter     | 13:13    | Si Jiahui      |
| 2     | Chris Wakelin  | 03:03    | Robert Milkins |
| 3     | Ali Carter     | 32:32    | Pang Junxu     |
| 4     | Jak Jones      | 32:32    | Ryan Day       |
| 5     | Si Jiahui      | 13:13    | Robert Milkins |
| 6     | Chris Wakelin  | 03:03    | Ryan Day       |
| 7     | Ali Carter     | 32:32    | Robert Milkins |
| 8     | Jak Jones      | 03:03    | Pang Junxu     |
| 9     | Si Jiahui      | 23:23    | Chris Wakelin  |
| 10    | Pang Junxu     | 30:30    | Ryan Day       |
| 11    | Ali Carter     | 32:32    | Jak Jones      |
| 12    | Robert Milkins | 13:13    | Ryan Day       |

| Spiel | Spieler 1     | Ergebnis | Spieler 2      |
| ----- | ------------- | -------- | -------------- |
| 13    | Si Jiahui     | 13:13    | Ryan Day       |
| 14    | Ali Carter    | 13:13    | Chris Wakelin  |
| 15    | Jak Jones     | 31:31    | Robert Milkins |
| 16    | Chris Wakelin | 13:13    | Pang Junxu     |
| 17    | Ali Carter    | 23:23    | Ryan Day       |
| 18    | Si Jiahui     | 03:03    | Pang Junxu     |
| 19    | Chris Wakelin | 30:30    | Jak Jones      |
| 20    | Si Jiahui     | 23:23    | Jak Jones      |
| 21    | Pang Junxu    | 13:13    | Robert Milkins |

| Spiel | Spieler 1     | Ergebnis | Spieler 2      |
| ----- | ------------- | -------- | -------------- |
| 13    | Si Jiahui     | 13:13    | Ryan Day       |
| 14    | Ali Carter    | 13:13    | Chris Wakelin  |
| 15    | Jak Jones     | 31:31    | Robert Milkins |
| 16    | Chris Wakelin | 13:13    | Pang Junxu     |
| 17    | Ali Carter    | 23:23    | Ryan Day       |
| 18    | Si Jiahui     | 03:03    | Pang Junxu     |
| 19    | Chris Wakelin | 30:30    | Jak Jones      |
| 20    | Si Jiahui     | 23:23    | Jak Jones      |
| 21    | Pang Junxu    | 13:13    | Robert Milkins |

#### Tabelle
| Pos. | Spieler        | Gegner | Gegner | Gegner | Gegner | Gegner | Gegner | Gegner | Partien | Frames | Punkte | Preisgeld NB |
| ---- | -------------- | ------ | ------ | ------ | ------ | ------ | ------ | ------ | ------- | ------ | ------ | ------------ |
| Pos. | Spieler        | SIJ    | CAR    | JON    | WAK    | MIL    | DAY    | PNG    | Partien | Frames | Punkte | Preisgeld NB |
| 1    | Si Jiahui      |        | 1:3    | 3:2    | 3:2    | 3:1    | 3:1    | 3:0    | 5:1     | 16:9   | 5      | 6400 £       |
| 2    | Ali Carter     | 3:1    |        | 2:3    | 3:1    | 2:3    | 3:2    | 2:3    | 3:3     | 15:13  | 3      | 2800 £       |
| 3    | Jak Jones      | 2:3    | 3:2    |        | 3:0    | 1:3    | 2:3    | 3:0    | 3:3     | 14:11  | 3      | 5400 £ HB    |
| 4    | Chris Wakelin  | 2:3    | 1:3    | 0:3    |        | 3:0    | 3:0    | 3:1    | 3:3     | 12:10  | 3      | 2800 £       |
| 5    | Robert Milkins | 1:3    | 3:2    | 3:1    | 0:3    |        | 3:1    | 1:3    | 3:3     | 11:13  | 3      | 1100 £       |
| 6    | Ryan Day       | 1:3    | 2:3    | 3:2    | 0:3    | 1:3    |        | 3:0    | 2:4     | 10:14  | 2      | 1000 £       |
| 7    | Pang Junxu     | 0:3    | 3:2    | 0:3    | 1:3    | 3:1    | 0:3    |        | 2:4     | 7:15   | 2      | 700 £        |

Qualifikation für das Halbfinale der Gruppe 2
Qualifikation für Gruppe 3

#### K.-o.-Phase
|  | Halbfinale Best of 5 Frames | Halbfinale Best of 5 Frames | Halbfinale Best of 5 Frames |  |  | Finale Best of 5 Frames | Finale Best of 5 Frames | Finale Best of 5 Frames |
|  |                             |                             |                             |  |  |                         |                         |                         |
|  |                             |                             |                             |  |  |                         |                         |                         |
|  | 1                           | Si Jiahui                   | 3                           |  |  |                         |                         |                         |
|  | 4                           | Chris Wakelin               | 2                           |  |  |                         |                         |                         |
|  |                             |                             |                             |  |  | 1                       | Si Jiahui               | 3                       |
|  |                             |                             |                             |  |  | 3                       | Jak Jones               | 2                       |
|  | 2                           | Ali Carter                  | 1                           |  |  |                         |                         |                         |
|  | 3                           | Jak Jones                   | 3                           |  |  |                         |                         |                         |
|  |                             |                             |                             |  |  |                         |                         |                         |

### Gruppe 3
Die Partien der Gruppe 3 fanden am 8. und 9. Januar statt. Mark Selby, Kyren Wilson und Ronnie O’Sullivan ersetzen die zuvor ausgeschiedenen Spieler. Der Titelverteidiger Mark Selby blieb als erster Spieler in der Gruppenrunde ohne Punktverlust, verlor dann aber überraschend das erste Ausscheidungsspiel. So kam es zur Neuauflage des WM-Finals, das erneut Weltmeister Kyren Wilson gegen Jak Jones für sich entschied. Neben O’Sullivan, der selbst ausstieg, schied auch Robert Milkins endgültig aus.

#### Gruppenspiele
| Spiel | Spieler 1         | Ergebnis | Spieler 2         |
| ----- | ----------------- | -------- | ----------------- |
| 1     | Kyren Wilson      | 31:31    | Mark Selby        |
| 2     | Ali Carter        | 03:03    | Robert Milkins    |
| 3 x   | Ronnie O’Sullivan | 32:32    | Chris Wakelin     |
| 4     | Ali Carter        | 03:03    | Jak Jones         |
| 5 x   | Kyren Wilson      | 13:13    | Ronnie O’Sullivan |
| 6     | Mark Selby        | 13:13    | Robert Milkins    |
| 7 x   | Ronnie O’Sullivan | 32:32    | Mark Selby        |
| 8     | Chris Wakelin     | 32:32    | Jak Jones         |
| 9     | Kyren Wilson      | 13:13    | Robert Milkins    |
| 10    | Ali Carter        | 30:30    | Chris Wakelin     |
| 11    | Mark Selby        | 13:13    | Ali Carter        |
| 12 x  | Ronnie O’Sullivan | 23:23    | Jak Jones         |

| Spiel | Spieler 1         | Ergebnis | Spieler 2         |
| ----- | ----------------- | -------- | ----------------- |
| 1     | Kyren Wilson      | 31:31    | Mark Selby        |
| 2     | Ali Carter        | 03:03    | Robert Milkins    |
| 3 x   | Ronnie O’Sullivan | 32:32    | Chris Wakelin     |
| 4     | Ali Carter        | 03:03    | Jak Jones         |
| 5 x   | Kyren Wilson      | 13:13    | Ronnie O’Sullivan |
| 6     | Mark Selby        | 13:13    | Robert Milkins    |
| 7 x   | Ronnie O’Sullivan | 32:32    | Mark Selby        |
| 8     | Chris Wakelin     | 32:32    | Jak Jones         |
| 9     | Kyren Wilson      | 13:13    | Robert Milkins    |
| 10    | Ali Carter        | 30:30    | Chris Wakelin     |
| 11    | Mark Selby        | 13:13    | Ali Carter        |
| 12 x  | Ronnie O’Sullivan | 23:23    | Jak Jones         |

| Spiel | Spieler 1         | Ergebnis | Spieler 2      |
| ----- | ----------------- | -------- | -------------- |
| 13 x  | Ronnie O’Sullivan | 32:32    | Robert Milkins |
| 14    | Kyren Wilson      | 23:23    | Ali Carter     |
| 15    | Mark Selby        | 03:03    | Jak Jones      |
| 16    | Chris Wakelin     | 32:32    | Robert Milkins |
| 17    | Kyren Wilson      | 13:13    | Chris Wakelin  |
| 18 x  | Ronnie O’Sullivan | kl.      | Ali Carter     |
| 19    | Jak Jones         | 23:23    | Robert Milkins |
| 20    | Mark Selby        | 03:03    | Chris Wakelin  |
| 21    | Kyren Wilson      | 13:13    | Jak Jones      |

| Spiel | Spieler 1         | Ergebnis | Spieler 2      |
| ----- | ----------------- | -------- | -------------- |
| 13 x  | Ronnie O’Sullivan | 32:32    | Robert Milkins |
| 14    | Kyren Wilson      | 23:23    | Ali Carter     |
| 15    | Mark Selby        | 03:03    | Jak Jones      |
| 16    | Chris Wakelin     | 32:32    | Robert Milkins |
| 17    | Kyren Wilson      | 13:13    | Chris Wakelin  |
| 18 x  | Ronnie O’Sullivan | kl.      | Ali Carter     |
| 19    | Jak Jones         | 23:23    | Robert Milkins |
| 20    | Mark Selby        | 03:03    | Chris Wakelin  |
| 21    | Kyren Wilson      | 13:13    | Jak Jones      |

#### Tabelle
| Pos. | Spieler           | Gegner | Gegner | Gegner | Gegner | Gegner | Gegner | Gegner | Partien | Frames | Punkte | Preisgeld NB |
| ---- | ----------------- | ------ | ------ | ------ | ------ | ------ | ------ | ------ | ------- | ------ | ------ | ------------ |
| Pos. | Spieler           | SBY    | KWI    | CAR    | JON    | WAK    | MIL    | OSU    | Partien | Frames | Punkte | Preisgeld NB |
| 1    | Mark Selby        |        | 3:1    | 3:1    | 3:0    | 3:0    | 3:1    | –:–    | 5:0     | 15:3   | 5      | 3600 £ HB    |
| 2    | Kyren Wilson      | 1:3    |        | 3:2    | 3:1    | 3:1    | 3:1    | –:–    | 4:1     | 13:8   | 4      | 6400 £       |
| 3    | Ali Carter        | 1:3    | 2:3    |        | 3:0    | 0:3    | 3:0    | –:–    | 2:3     | 9:9    | 2      | 2500 £       |
| 4    | Jak Jones         | 0:3    | 1:3    | 0:3    |        | 3:2    | 3:2    | –:–    | 2:3     | 7:13   | 2      | 4400 £       |
| 5    | Chris Wakelin     | 0:3    | 1:3    | 3:0    | 2:3    |        | 2:3    | –:–    | 1:4     | 8:12   | 1      | 1100 £       |
| 6    | Robert Milkins    | 1:3    | 1:3    | 0:3    | 2:3    | 3:2    |        | –:–    | 1:4     | 7:14   | 1      | 1000 £       |
| 7    | Ronnie O’Sullivan | –:–    | –:–    | –:–    | –:–    | –:–    | –:–    |        | 0:0     | 0:0    | –      | –            |

Qualifikation für das Halbfinale der Gruppe 3
Qualifikation für Gruppe 4

#### K.-o.-Phase
|  | Halbfinale Best of 5 Frames | Halbfinale Best of 5 Frames | Halbfinale Best of 5 Frames |  |  | Finale Best of 5 Frames | Finale Best of 5 Frames | Finale Best of 5 Frames |
|  |                             |                             |                             |  |  |                         |                         |                         |
|  |                             |                             |                             |  |  |                         |                         |                         |
|  | 1                           | Mark Selby                  | 1                           |  |  |                         |                         |                         |
|  | 4                           | Jak Jones                   | 3                           |  |  |                         |                         |                         |
|  |                             |                             |                             |  |  | 4                       | Jak Jones               | 2                       |
|  |                             |                             |                             |  |  | 2                       | Kyren Wilson            | 3                       |
|  | 2                           | Kyren Wilson                | 3                           |  |  |                         |                         |                         |
|  | 3                           | Ali Carter                  | 2                           |  |  |                         |                         |                         |
|  |                             |                             |                             |  |  |                         |                         |                         |

### Gruppe 4
Die Partien der Gruppe 4 fanden am 10. und 11. Januar statt. Aus Gruppe 3 blieben nur zwei Spieler übrig, nachdem Chris Wakelin und Ali Carter auf eine weitere Teilnahme verzichteten. Mit Jackson Page, Stuart Bingham, Matthew Selt, Joe O’Connor und Jimmy Robertson gab es fünf neue Teilnehmer. Mark Selby kam diesmal nicht so souverän durch die Gruppenrunde, dafür überzeugte er in den Ausscheidungsspielen und sicherte sich den Sieg. Damit erhielt er sich die Chance auf eine Titelverteidigung in der Winners’ Group. Bemerkenswert war, dass Jak Jones in allen 4 bisher gespielten Gruppen bis ins Finale vorstieß, dort aber stets unterlag. Robertson und Page schieden nach einem einmaligen Auftritt beim Turnier aus.

#### Gruppenspiele
| Spiel | Spieler 1       | Ergebnis | Spieler 2       |
| ----- | --------------- | -------- | --------------- |
| 1     | Jackson Page    | 31:31    | Jimmy Robertson |
| 2     | Stuart Bingham  | 13:13    | Matthew Selt    |
| 3     | Jak Jones       | 32:32    | Joe O’Connor    |
| 4     | Mark Selby      | 23:23    | Matthew Selt    |
| 5     | Stuart Bingham  | 13:13    | Jackson Page    |
| 6     | Jimmy Robertson | 31:31    | Joe O’Connor    |
| 7     | Matthew Selt    | 13:13    | Jackson Page    |
| 8     | Mark Selby      | 13:13    | Jak Jones       |
| 9     | Mark Selby      | 32:32    | Joe O’Connor    |
| 10    | Stuart Bingham  | 23:23    | Jimmy Robertson |
| 11    | Jak Jones       | 13:13    | Matthew Selt    |
| 12    | Jackson Page    | 30:30    | Joe O’Connor    |

| Spiel | Spieler 1       | Ergebnis | Spieler 2       |
| ----- | --------------- | -------- | --------------- |
| 1     | Jackson Page    | 31:31    | Jimmy Robertson |
| 2     | Stuart Bingham  | 13:13    | Matthew Selt    |
| 3     | Jak Jones       | 32:32    | Joe O’Connor    |
| 4     | Mark Selby      | 23:23    | Matthew Selt    |
| 5     | Stuart Bingham  | 13:13    | Jackson Page    |
| 6     | Jimmy Robertson | 31:31    | Joe O’Connor    |
| 7     | Matthew Selt    | 13:13    | Jackson Page    |
| 8     | Mark Selby      | 13:13    | Jak Jones       |
| 9     | Mark Selby      | 32:32    | Joe O’Connor    |
| 10    | Stuart Bingham  | 23:23    | Jimmy Robertson |
| 11    | Jak Jones       | 13:13    | Matthew Selt    |
| 12    | Jackson Page    | 30:30    | Joe O’Connor    |

| Spiel | Spieler 1      | Ergebnis | Spieler 2       |
| ----- | -------------- | -------- | --------------- |
| 13    | Matthew Selt   | 13:13    | Jimmy Robertson |
| 14    | Stuart Bingham | 03:03    | Joe O’Connor    |
| 15    | Jak Jones      | 32:32    | Jackson Page    |
| 16    | Mark Selby     | 23:23    | Jimmy Robertson |
| 17    | Matthew Selt   | 23:23    | Joe O’Connor    |
| 18    | Mark Selby     | 30:30    | Stuart Bingham  |
| 19    | Jak Jones      | 13:13    | Jimmy Robertson |
| 20    | Jak Jones      | 03:03    | Stuart Bingham  |
| 21    | Mark Selby     | 13:13    | Jackson Page    |

| Spiel | Spieler 1      | Ergebnis | Spieler 2       |
| ----- | -------------- | -------- | --------------- |
| 13    | Matthew Selt   | 13:13    | Jimmy Robertson |
| 14    | Stuart Bingham | 03:03    | Joe O’Connor    |
| 15    | Jak Jones      | 32:32    | Jackson Page    |
| 16    | Mark Selby     | 23:23    | Jimmy Robertson |
| 17    | Matthew Selt   | 23:23    | Joe O’Connor    |
| 18    | Mark Selby     | 30:30    | Stuart Bingham  |
| 19    | Jak Jones      | 13:13    | Jimmy Robertson |
| 20    | Jak Jones      | 03:03    | Stuart Bingham  |
| 21    | Mark Selby     | 13:13    | Jackson Page    |

#### Tabelle
| Pos. | Spieler         | Gegner | Gegner | Gegner | Gegner | Gegner | Gegner | Gegner | Partien | Frames | Punkte | Preisgeld NB |
| ---- | --------------- | ------ | ------ | ------ | ------ | ------ | ------ | ------ | ------- | ------ | ------ | ------------ |
| Pos. | Spieler         | BIN    | OCO    | SBY    | JON    | SLT    | JRO    | PAG    | Partien | Frames | Punkte | Preisgeld NB |
| 1    | Stuart Bingham  |        | 3:0    | 3:0    | 0:3    | 3:1    | 3:2    | 3:1    | 5:1     | 15:7   | 5      | 3600 £ HB    |
| 2    | Joe O’Connor    | 0:3    |        | 3:2    | 3:2    | 2:3    | 3:1    | 3:0    | 4:2     | 14:11  | 4      | 2700 £       |
| 3    | Mark Selby      | 0:3    | 2:3    |        | 3:1    | 3:2    | 3:2    | 3:1    | 4:2     | 14:12  | 4      | 6200 £       |
| 4    | Jak Jones       | 3:0    | 2:3    | 1:3    |        | 3:1    | 3:1    | 2:3    | 3:3     | 14:11  | 3      | 4300 £       |
| 5    | Matthew Selt    | 1:3    | 3:2    | 2:3    | 1:3    |        | 3:1    | 3:1    | 3:3     | 13:13  | 3      | 1300 £       |
| 6    | Jimmy Robertson | 2:3    | 1:3    | 2:3    | 1:3    | 1:3    |        | 3:1    | 1:5     | 10:16  | 1      | 1000 £       |
| 7    | Jackson Page    | 1:3    | 0:3    | 1:3    | 3:2    | 1:3    | 1:3    |        | 1:5     | 7:17   | 1      | 700 £        |

Qualifikation für das Halbfinale der Gruppe 4
Qualifikation für Gruppe 5

#### K.-o.-Phase
|  | Halbfinale Best of 5 Frames | Halbfinale Best of 5 Frames | Halbfinale Best of 5 Frames |  |  | Finale Best of 5 Frames | Finale Best of 5 Frames | Finale Best of 5 Frames |
|  |                             |                             |                             |  |  |                         |                         |                         |
|  |                             |                             |                             |  |  |                         |                         |                         |
|  | 1                           | Stuart Bingham              | 2                           |  |  |                         |                         |                         |
|  | 4                           | Jak Jones                   | 3                           |  |  |                         |                         |                         |
|  |                             |                             |                             |  |  | 4                       | Jak Jones               | 0                       |
|  |                             |                             |                             |  |  | 3                       | Mark Selby              | 3                       |
|  | 2                           | Joe O’Connor                | 1                           |  |  |                         |                         |                         |
|  | 3                           | Mark Selby                  | 3                           |  |  |                         |                         |                         |
|  |                             |                             |                             |  |  |                         |                         |                         |

### Gruppe 5
Die Partien der Gruppe 5 finden am 20. und 21. Januar statt. Neil Robertson, Tom Ford und Judd Trump kommen neu hinzu. Der Weltranglistenerste Trump verlor in der Gruppenphase nur gegen Matthew Selt, auf den er im Finale erneut traf. Selt gewann diesmal sogar mit 3:0 und stieg in die Winners’ Group auf. Vier Spielern gelangen in der Gruppe nur 2 Siege, die schlechtesten Frameergebnisse hatten Stuart Bingham und Neil Robertson, die damit ausschieden.

#### Gruppenspiele
| Spiel | Spieler 1      | Ergebnis | Spieler 2      |
| ----- | -------------- | -------- | -------------- |
| 1     | Judd Trump     | 13:13    | Tom Ford       |
| 2     | Neil Robertson | 23:23    | Matthew Selt   |
| 3     | Joe O’Connor   | 31:31    | Jak Jones      |
| 4     | Stuart Bingham | 13:13    | Judd Trump     |
| 5     | Tom Ford       | 03:03    | Neil Robertson |
| 6     | Matthew Selt   | 32:32    | Joe O’Connor   |
| 7     | Jak Jones      | 03:03    | Stuart Bingham |
| 8     | Judd Trump     | 03:03    | Neil Robertson |
| 9     | Joe O’Connor   | 32:32    | Stuart Bingham |
| 10    | Tom Ford       | 31:31    | Matthew Selt   |
| 11    | Neil Robertson | 30:30    | Joe O’Connor   |
| 12    | Judd Trump     | 13:13    | Jak Jones      |

| Spiel | Spieler 1      | Ergebnis | Spieler 2      |
| ----- | -------------- | -------- | -------------- |
| 1     | Judd Trump     | 13:13    | Tom Ford       |
| 2     | Neil Robertson | 23:23    | Matthew Selt   |
| 3     | Joe O’Connor   | 31:31    | Jak Jones      |
| 4     | Stuart Bingham | 13:13    | Judd Trump     |
| 5     | Tom Ford       | 03:03    | Neil Robertson |
| 6     | Matthew Selt   | 32:32    | Joe O’Connor   |
| 7     | Jak Jones      | 03:03    | Stuart Bingham |
| 8     | Judd Trump     | 03:03    | Neil Robertson |
| 9     | Joe O’Connor   | 32:32    | Stuart Bingham |
| 10    | Tom Ford       | 31:31    | Matthew Selt   |
| 11    | Neil Robertson | 30:30    | Joe O’Connor   |
| 12    | Judd Trump     | 13:13    | Jak Jones      |

| Spiel | Spieler 1      | Ergebnis | Spieler 2      |
| ----- | -------------- | -------- | -------------- |
| 13    | Tom Ford       | 23:23    | Joe O’Connor   |
| 14    | Judd Trump     | 32:32    | Matthew Selt   |
| 15    | Jak Jones      | 13:13    | Neil Robertson |
| 16    | Stuart Bingham | 32:32    | Matthew Selt   |
| 17    | Tom Ford       | 31:31    | Stuart Bingham |
| 18    | Judd Trump     | 23:23    | Joe O’Connor   |
| 19    | Jak Jones      | 03:03    | Matthew Selt   |
| 20    | Neil Robertson | 13:13    | Stuart Bingham |
| 21    | Jak Jones      | 13:13    | Tom Ford       |

| Spiel | Spieler 1      | Ergebnis | Spieler 2      |
| ----- | -------------- | -------- | -------------- |
| 13    | Tom Ford       | 23:23    | Joe O’Connor   |
| 14    | Judd Trump     | 32:32    | Matthew Selt   |
| 15    | Jak Jones      | 13:13    | Neil Robertson |
| 16    | Stuart Bingham | 32:32    | Matthew Selt   |
| 17    | Tom Ford       | 31:31    | Stuart Bingham |
| 18    | Judd Trump     | 23:23    | Joe O’Connor   |
| 19    | Jak Jones      | 03:03    | Matthew Selt   |
| 20    | Neil Robertson | 13:13    | Stuart Bingham |
| 21    | Jak Jones      | 13:13    | Tom Ford       |

#### Tabelle
| Pos. | Spieler        | Gegner | Gegner | Gegner | Gegner | Gegner | Gegner | Gegner | Partien | Frames | Punkte | Preisgeld NB |
| ---- | -------------- | ------ | ------ | ------ | ------ | ------ | ------ | ------ | ------- | ------ | ------ | ------------ |
| Pos. | Spieler        | TRU    | JON    | SLT    | OCO    | FOR    | BIN    | ROB    | Partien | Frames | Punkte | Preisgeld NB |
| 1    | Judd Trump     |        | 3:1    | 2:3    | 3:2    | 3:1    | 3:1    | 3:0    | 5:1     | 17:8   | 5      | 4600 £       |
| 2    | Jak Jones      | 1:3    |        | 3:0    | 3:1    | 3:1    | 3:0    | 3:1    | 5:1     | 16:6   | 5      | 2900 £       |
| 3    | Matthew Selt   | 3:2    | 0:3    |        | 2:3    | 3:1    | 3:2    | 2:3    | 3:3     | 13:14  | 3      | 6100 £       |
| 4    | Joe O’Connor   | 2:3    | 1:3    | 3:2    |        | 2:3    | 2:3    | 3:0    | 2:4     | 13:14  | 2      | 3400 £ HB    |
| 5    | Tom Ford       | 1:3    | 1:3    | 1:3    | 3:2    |        | 1:3    | 3:0    | 2:4     | 10:14  | 2      | 1000 £       |
| 6    | Stuart Bingham | 1:3    | 0:3    | 2:3    | 3:2    | 3:1    |        | 1:3    | 2:4     | 10:15  | 2      | 1000 £       |
| 7    | Neil Robertson | 0:3    | 1:3    | 3:2    | 0:3    | 0:3    | 3:1    |        | 2:4     | 7:15   | 2      | 700 £        |

Qualifikation für das Halbfinale der Gruppe 5
Qualifikation für Gruppe 6

#### K.-o.-Phase
|  | Halbfinale Best of 5 Frames | Halbfinale Best of 5 Frames | Halbfinale Best of 5 Frames |  |  | Finale Best of 5 Frames | Finale Best of 5 Frames | Finale Best of 5 Frames |
|  |                             |                             |                             |  |  |                         |                         |                         |
|  |                             |                             |                             |  |  |                         |                         |                         |
|  | 1                           | Judd Trump                  | 3                           |  |  |                         |                         |                         |
|  | 4                           | Joe O’Connor                | 2                           |  |  |                         |                         |                         |
|  |                             |                             |                             |  |  | 1                       | Judd Trump              | 0                       |
|  |                             |                             |                             |  |  | 3                       | Matthew Selt            | 3                       |
|  | 2                           | Jak Jones                   | 1                           |  |  |                         |                         |                         |
|  | 3                           | Matthew Selt                | 3                           |  |  |                         |                         |                         |
|  |                             |                             |                             |  |  |                         |                         |                         |

### Gruppe 6
Die Partien der Gruppe 6 fanden am 22. und 23. Januar statt. David Gilbert, Jack Lisowski und Noppon Saengkham traten erstmals an. Joe O’Connor gewann die Vorrunde mit einem Rekordergebnis, er gab in 6 Partien nur 2 Frames ab. Im Finale traf er aber auf einen glänzend aufgelegten Judd Trump, der ihm mit 3 Centurys keine Chance ließ. Im zweiten Anlauf sicherte sich der Weltranglistenerste den Platz im Championship-League-Finale. Während O’Connor noch eine letzte Chance blieb, war für Jack Lisowski und Tom Ford mit jeweils nur einem Sieg das Turnier beendet.

#### Gruppenspiele
| Spiel | Spieler 1        | Ergebnis | Spieler 2        |
| ----- | ---------------- | -------- | ---------------- |
| 1     | David Gilbert    | 31:31    | Noppon Saengkham |
| 2     | Judd Trump       | 23:23    | Jack Lisowski    |
| 3     | Tom Ford         | 31:31    | Joe O’Connor     |
| 4     | Judd Trump       | 13:13    | Jak Jones        |
| 5     | David Gilbert    | 13:13    | Jack Lisowski    |
| 6     | Noppon Saengkham | 30:30    | Joe O’Connor     |
| 7     | Judd Trump       | 31:31    | David Gilbert    |
| 8     | Jak Jones        | 13:13    | Tom Ford         |
| 9     | Jak Jones        | 30:30    | Joe O’Connor     |
| 10    | Jack Lisowski    | 31:31    | Noppon Saengkham |
| 11    | Judd Trump       | 03:03    | Tom Ford         |
| 12    | David Gilbert    | 30:30    | Joe O’Connor     |

| Spiel | Spieler 1        | Ergebnis | Spieler 2        |
| ----- | ---------------- | -------- | ---------------- |
| 1     | David Gilbert    | 31:31    | Noppon Saengkham |
| 2     | Judd Trump       | 23:23    | Jack Lisowski    |
| 3     | Tom Ford         | 31:31    | Joe O’Connor     |
| 4     | Judd Trump       | 13:13    | Jak Jones        |
| 5     | David Gilbert    | 13:13    | Jack Lisowski    |
| 6     | Noppon Saengkham | 30:30    | Joe O’Connor     |
| 7     | Judd Trump       | 31:31    | David Gilbert    |
| 8     | Jak Jones        | 13:13    | Tom Ford         |
| 9     | Jak Jones        | 30:30    | Joe O’Connor     |
| 10    | Jack Lisowski    | 31:31    | Noppon Saengkham |
| 11    | Judd Trump       | 03:03    | Tom Ford         |
| 12    | David Gilbert    | 30:30    | Joe O’Connor     |

| Spiel | Spieler 1     | Ergebnis | Spieler 2        |
| ----- | ------------- | -------- | ---------------- |
| 13    | Jack Lisowski | 30:30    | Joe O’Connor     |
| 14    | Judd Trump    | 23:23    | Noppon Saengkham |
| 15    | Tom Ford      | 30:30    | David Gilbert    |
| 16    | Jak Jones     | 13:13    | Noppon Saengkham |
| 17    | Judd Trump    | 31:31    | Joe O’Connor     |
| 18    | Jak Jones     | 31:31    | Jack Lisowski    |
| 19    | Tom Ford      | 31:31    | Noppon Saengkham |
| 20    | Jak Jones     | 31:31    | David Gilbert    |
| 21    | Tom Ford      | 03:03    | Jack Lisowski    |

| Spiel | Spieler 1     | Ergebnis | Spieler 2        |
| ----- | ------------- | -------- | ---------------- |
| 13    | Jack Lisowski | 30:30    | Joe O’Connor     |
| 14    | Judd Trump    | 23:23    | Noppon Saengkham |
| 15    | Tom Ford      | 30:30    | David Gilbert    |
| 16    | Jak Jones     | 13:13    | Noppon Saengkham |
| 17    | Judd Trump    | 31:31    | Joe O’Connor     |
| 18    | Jak Jones     | 31:31    | Jack Lisowski    |
| 19    | Tom Ford      | 31:31    | Noppon Saengkham |
| 20    | Jak Jones     | 31:31    | David Gilbert    |
| 21    | Tom Ford      | 03:03    | Jack Lisowski    |

#### Tabelle
| Pos. | Spieler          | Gegner | Gegner | Gegner | Gegner | Gegner | Gegner | Gegner | Partien | Frames | Punkte | Preisgeld NB |
| ---- | ---------------- | ------ | ------ | ------ | ------ | ------ | ------ | ------ | ------- | ------ | ------ | ------------ |
| Pos. | Spieler          | OCO    | TRU    | GIL    | SAE    | JON    | LIS    | FOR    | Partien | Frames | Punkte | Preisgeld NB |
| 1    | Joe O’Connor     |        | 3:1    | 3:0    | 3:0    | 3:0    | 3:0    | 3:1    | 6:0     | 18:2   | 6      | 4700 £       |
| 2    | Judd Trump       | 1:3    |        | 1:3    | 3:2    | 3:1    | 3:2    | 3:0    | 4:2     | 14:11  | 4      | 6200 £       |
| 3    | David Gilbert    | 0:3    | 3:1    |        | 1:3    | 3:1    | 3:1    | 3:0    | 4:2     | 13:9   | 4      | 2600 £       |
| 4    | Noppon Saengkham | 0:3    | 2:3    | 3:1    |        | 1:3    | 3:1    | 3:1    | 3:3     | 12:12  | 3      | 3300 £ HB    |
| 5    | Jak Jones        | 0:3    | 1:3    | 1:3    | 3:1    |        | 1:3    | 3:1    | 2:4     | 9:14   | 2      | 900 £        |
| 6    | Jack Lisowski    | 0:3    | 2:3    | 1:3    | 1:3    | 3:1    |        | 0:3    | 1:5     | 7:16   | 1      | 700 £        |
| 7    | Tom Ford         | 1:3    | 0:3    | 0:3    | 1:3    | 1:3    | 3:0    |        | 1:5     | 6:15   | 1      | 600 £        |

Qualifikation für das Halbfinale der Gruppe 6
Qualifikation für Gruppe 7

#### K.-o.-Phase
|  | Halbfinale Best of 5 Frames | Halbfinale Best of 5 Frames | Halbfinale Best of 5 Frames |  |  | Finale Best of 5 Frames | Finale Best of 5 Frames | Finale Best of 5 Frames |
|  |                             |                             |                             |  |  |                         |                         |                         |
|  |                             |                             |                             |  |  |                         |                         |                         |
|  | 1                           | Joe O’Connor                | 3                           |  |  |                         |                         |                         |
|  | 4                           | Noppon Saengkham            | 2                           |  |  |                         |                         |                         |
|  |                             |                             |                             |  |  | 1                       | Joe O’Connor            | 0                       |
|  |                             |                             |                             |  |  | 2                       | Judd Trump              | 3                       |
|  | 2                           | Judd Trump                  | 3                           |  |  |                         |                         |                         |
|  | 3                           | David Gilbert               | 1                           |  |  |                         |                         |                         |
|  |                             |                             |                             |  |  |                         |                         |                         |

### Gruppe 7
Mit den Partien der Gruppe 7 am 24. und 25. Januar endete die Qualifikationsphase für die Winners’ Group des Turniers. Als letzte Spieler bekamen Ricky Walden, Zhou Yuelong und Xiao Guodong eine Chance. Xiao erreichte das Endspiel und wurde durch ein 3:2 über David Gilbert der letzte Teilnehmer der Winners’ Group.

#### Gruppenspiele
| Spiel | Spieler 1        | Ergebnis | Spieler 2        |
| ----- | ---------------- | -------- | ---------------- |
| 1 x   | Jak Jones        | 30:30    | Ricky Walden     |
| 2     | Xiao Guodong     | 13:13    | Zhou Yuelong     |
| 3     | Xiao Guodong     | 13:13    | Noppon Saengkham |
| 4     | David Gilbert    | 13:13    | Joe O’Connor     |
| 5 x   | Jak Jones        | kl.      | David Gilbert    |
| 6     | Zhou Yuelong     | 31:31    | Ricky Walden     |
| 7     | Xiao Guodong     | 31:31    | Ricky Walden     |
| 8     | Noppon Saengkham | 03:03    | Joe O’Connor     |
| 9 x   | Jak Jones        | kl.      | Zhou Yuelong     |
| 10    | David Gilbert    | 31:31    | Noppon Saengkham |
| 11    | Xiao Guodong     | 23:23    | Joe O’Connor     |
| 12    | David Gilbert    | 32:32    | Ricky Walden     |

| Spiel | Spieler 1        | Ergebnis | Spieler 2        |
| ----- | ---------------- | -------- | ---------------- |
| 1 x   | Jak Jones        | 30:30    | Ricky Walden     |
| 2     | Xiao Guodong     | 13:13    | Zhou Yuelong     |
| 3     | Xiao Guodong     | 13:13    | Noppon Saengkham |
| 4     | David Gilbert    | 13:13    | Joe O’Connor     |
| 5 x   | Jak Jones        | kl.      | David Gilbert    |
| 6     | Zhou Yuelong     | 31:31    | Ricky Walden     |
| 7     | Xiao Guodong     | 31:31    | Ricky Walden     |
| 8     | Noppon Saengkham | 03:03    | Joe O’Connor     |
| 9 x   | Jak Jones        | kl.      | Zhou Yuelong     |
| 10    | David Gilbert    | 31:31    | Noppon Saengkham |
| 11    | Xiao Guodong     | 23:23    | Joe O’Connor     |
| 12    | David Gilbert    | 32:32    | Ricky Walden     |

| Spiel | Spieler 1        | Ergebnis | Spieler 2        |
| ----- | ---------------- | -------- | ---------------- |
| 13 x  | Xiao Guodong     | kl.      | Jak Jones        |
| 14    | David Gilbert    | 13:13    | Zhou Yuelong     |
| 15 x  | Jak Jones        | kl.      | Noppon Saengkham |
| 16    | Joe O’Connor     | 32:32    | Ricky Walden     |
| 17    | Noppon Saengkham | 32:32    | Zhou Yuelong     |
| 18    | Xiao Guodong     | 13:13    | David Gilbert    |
| 19 x  | Jak Jones        | kl.      | Joe O’Connor     |
| 20    | Noppon Saengkham | 31:31    | Ricky Walden     |
| 21    | Zhou Yuelong     | 03:03    | Joe O’Connor     |

| Spiel | Spieler 1        | Ergebnis | Spieler 2        |
| ----- | ---------------- | -------- | ---------------- |
| 13 x  | Xiao Guodong     | kl.      | Jak Jones        |
| 14    | David Gilbert    | 13:13    | Zhou Yuelong     |
| 15 x  | Jak Jones        | kl.      | Noppon Saengkham |
| 16    | Joe O’Connor     | 32:32    | Ricky Walden     |
| 17    | Noppon Saengkham | 32:32    | Zhou Yuelong     |
| 18    | Xiao Guodong     | 13:13    | David Gilbert    |
| 19 x  | Jak Jones        | kl.      | Joe O’Connor     |
| 20    | Noppon Saengkham | 31:31    | Ricky Walden     |
| 21    | Zhou Yuelong     | 03:03    | Joe O’Connor     |

#### Tabelle
| Pos. | Spieler          | Gegner | Gegner | Gegner | Gegner | Gegner | Gegner | Gegner | Partien | Frames | Punkte | Preisgeld NB |
| ---- | ---------------- | ------ | ------ | ------ | ------ | ------ | ------ | ------ | ------- | ------ | ------ | ------------ |
| Pos. | Spieler          | WAL    | XIA    | SAE    | GIL    | ZHO    | OCO    | JON    | Partien | Frames | Punkte | Preisgeld NB |
| 1    | Ricky Walden     |        | 3:1    | 3:1    | 3:2    | 3:1    | 3:2    | –:–    | 5:0     | 15:7   | 5      | 3400 £       |
| 2    | Xiao Guodong     | 1:3    |        | 3:1    | 3:1    | 3:1    | 3:2    | –:–    | 4:1     | 13:8   | 4      | 6100 £       |
| 3    | Noppon Saengkham | 1:3    | 1:3    |        | 3:1    | 2:3    | 3:0    | –:–    | 2:3     | 10:10  | 2      | 2000 £       |
| 4    | David Gilbert    | 2:3    | 1:3    | 1:3    |        | 3:1    | 3:1    | –:–    | 2:3     | 10:11  | 2      | 5000 £ HB    |
| 5    | Zhou Yuelong     | 1:3    | 1:3    | 3:2    | 1:3    |        | 3:0    | –:–    | 2:3     | 9:11   | 2      | 900 £        |
| 6    | Joe O’Connor     | 2:3    | 2:3    | 0:3    | 1:3    | 0:3    |        | –:–    | 0:5     | 5:15   | 0      | 500 £        |
| 7    | Jak Jones        | –:–    | –:–    | –:–    | –:–    | –:–    | –:–    |        | 0:0     | 0:0    | –      | –            |

Qualifikation für das Halbfinale der Gruppe 7

#### K.-o.-Phase
|  | Halbfinale Best of 5 Frames | Halbfinale Best of 5 Frames | Halbfinale Best of 5 Frames |  |  | Finale Best of 5 Frames | Finale Best of 5 Frames | Finale Best of 5 Frames |
|  |                             |                             |                             |  |  |                         |                         |                         |
|  |                             |                             |                             |  |  |                         |                         |                         |
|  | 1                           | Ricky Walden                | 2                           |  |  |                         |                         |                         |
|  | 4                           | David Gilbert               | 3                           |  |  |                         |                         |                         |
|  |                             |                             |                             |  |  | 4                       | David Gilbert           | 2                       |
|  |                             |                             |                             |  |  | 2                       | Xiao Guodong            | 3                       |
|  | 2                           | Xiao Guodong                | 3                           |  |  |                         |                         |                         |
|  | 3                           | Noppon Saengkham            | 0                           |  |  |                         |                         |                         |
|  |                             |                             |                             |  |  |                         |                         |                         |

## Winners’ Group

### Gruppenspiele
Die Sieger der sieben Gruppen hatten sich für die Gruppenphase der Finalrunde in der Mattioli Arena von Leicester qualifiziert und spielten im Round-Robin-Modus um den Einzug ins Halbfinale. Judd Trump setzte sich zwar klar und ungeschlagen durch, sein Vorschlussrundenspiel verlor er aber auch klar gegen Kyren Wilson. Mark Selby schwächelte am ersten Tag, gewann aber alle Spiele am zweiten inklusive Halbfinale. Die Spiele fanden am 4. und 5. Februar statt.
| Spiel | Spieler 1      | Ergebnis | Spieler 2      |
| ----- | -------------- | -------- | -------------- |
| 1     | Judd Trump     | 13:13    | Si Jiahui      |
| 2     | Kyren Wilson   | 30:30    | Xiao Guodong   |
| 3     | Judd Trump     | 23:23    | Mark Selby     |
| 4     | Hossein Vafaei | 03:03    | Matthew Selt   |
| 5     | Kyren Wilson   | 03:03    | Matthew Selt   |
| 6     | Si Jiahui      | 23:23    | Xiao Guodong   |
| 7     | Mark Selby     | 03:03    | Hossein Vafaei |
| 8     | Judd Trump     | 23:23    | Xiao Guodong   |
| 9     | Kyren Wilson   | 23:23    | Si Jiahui      |
| 10    | Mark Selby     | 32:32    | Matthew Selt   |
| 11    | Xiao Guodong   | 03:03    | Matthew Selt   |
| 12    | Judd Trump     | 23:23    | Hossein Vafaei |

| Spiel | Spieler 1      | Ergebnis | Spieler 2      |
| ----- | -------------- | -------- | -------------- |
| 1     | Judd Trump     | 13:13    | Si Jiahui      |
| 2     | Kyren Wilson   | 30:30    | Xiao Guodong   |
| 3     | Judd Trump     | 23:23    | Mark Selby     |
| 4     | Hossein Vafaei | 03:03    | Matthew Selt   |
| 5     | Kyren Wilson   | 03:03    | Matthew Selt   |
| 6     | Si Jiahui      | 23:23    | Xiao Guodong   |
| 7     | Mark Selby     | 03:03    | Hossein Vafaei |
| 8     | Judd Trump     | 23:23    | Xiao Guodong   |
| 9     | Kyren Wilson   | 23:23    | Si Jiahui      |
| 10    | Mark Selby     | 32:32    | Matthew Selt   |
| 11    | Xiao Guodong   | 03:03    | Matthew Selt   |
| 12    | Judd Trump     | 23:23    | Hossein Vafaei |

| Spiel | Spieler 1    | Ergebnis | Spieler 2      |
| ----- | ------------ | -------- | -------------- |
| 13    | Judd Trump   | 23:23    | Kyren Wilson   |
| 14    | Si Jiahui    | 31:31    | Matthew Selt   |
| 15    | Xiao Guodong | 30:30    | Hossein Vafaei |
| 16    | Kyren Wilson | 31:31    | Mark Selby     |
| 17    | Judd Trump   | 23:23    | Matthew Selt   |
| 18    | Mark Selby   | 23:23    | Si Jiahui      |
| 19    | Kyren Wilson | 13:13    | Hossein Vafaei |
| 20    | Mark Selby   | 23:23    | Xiao Guodong   |
| 21    | Si Jiahui    | 30:30    | Hossein Vafaei |

| Spiel | Spieler 1    | Ergebnis | Spieler 2      |
| ----- | ------------ | -------- | -------------- |
| 13    | Judd Trump   | 23:23    | Kyren Wilson   |
| 14    | Si Jiahui    | 31:31    | Matthew Selt   |
| 15    | Xiao Guodong | 30:30    | Hossein Vafaei |
| 16    | Kyren Wilson | 31:31    | Mark Selby     |
| 17    | Judd Trump   | 23:23    | Matthew Selt   |
| 18    | Mark Selby   | 23:23    | Si Jiahui      |
| 19    | Kyren Wilson | 13:13    | Hossein Vafaei |
| 20    | Mark Selby   | 23:23    | Xiao Guodong   |
| 21    | Si Jiahui    | 30:30    | Hossein Vafaei |

### Tabelle
| Pos. | Spieler        | Gegner | Gegner | Gegner | Gegner | Gegner | Gegner | Gegner | Partien | Frames | Punkte | Preisgeld NB |
| ---- | -------------- | ------ | ------ | ------ | ------ | ------ | ------ | ------ | ------- | ------ | ------ | ------------ |
| Pos. | Spieler        | TRU    | SBY    | VAF    | KWI    | XIA    | SLT    | SIJ    | Partien | Frames | Punkte | Preisgeld NB |
| 1    | Judd Trump     |        | 3:2    | 3:2    | 3:0    | 3:2    | 3:2    | 3:1    | 6:0     | 18:9   | 6      | 6600 £       |
| 2    | Mark Selby     | 2:3    |        | 3:0    | 3:1    | 3:2    | 2:3    | 3:2    | 4:2     | 16:11  | 4      | 16.000 £ HB  |
| 3    | Hossein Vafaei | 2:3    | 0:3    |        | 1:3    | 3:0    | 3:0    | 3:0    | 3:3     | 12:9   | 3      | 5700 £       |
| 4    | Kyren Wilson   | 0:3    | 1:3    | 3:1    |        | 0:3    | 3:0    | 3:2    | 3:3     | 10:12  | 3      | 7900 £       |
| 5    | Xiao Guodong   | 2:3    | 2:3    | 0:3    | 3:0    |        | 3:0    | 2:3    | 2:4     | 12:12  | 2      | 2400 £       |
| 6    | Matthew Selt   | 2:3    | 3:2    | 0:3    | 0:3    | 0:3    |        | 3:1    | 2:4     | 8:15   | 2      | 1600 £       |
| 7    | Si Jiahui      | 1:3    | 2:3    | 0:3    | 2:3    | 3:2    | 1:3    |        | 1:5     | 9:17   | 1      | 1800 £       |

Qualifikation für das Halbfinale der Winners’ Group

### K.-o.-Phase
|  | Halbfinale Best of 5 Frames | Halbfinale Best of 5 Frames | Halbfinale Best of 5 Frames |  |  | Finale Best of 5 Frames | Finale Best of 5 Frames | Finale Best of 5 Frames |
|  |                             |                             |                             |  |  |                         |                         |                         |
|  |                             |                             |                             |  |  |                         |                         |                         |
|  | 1                           | Judd Trump                  | 0                           |  |  |                         |                         |                         |
|  | 4                           | Kyren Wilson                | 3                           |  |  |                         |                         |                         |
|  |                             |                             |                             |  |  | 4                       | Kyren Wilson            | 0                       |
|  |                             |                             |                             |  |  | 2                       | Mark Selby              | 3                       |
|  | 2                           | Mark Selby                  | 3                           |  |  |                         |                         |                         |
|  | 3                           | Hossein Vafaei              | 1                           |  |  |                         |                         |                         |
|  |                             |                             |                             |  |  |                         |                         |                         |

### Finale
Kyren Wilson hatte den Saison-Dauerrivalen Judd Trump im Halbfinale überzeugend mit 3:0 und zwei Centurys geschlagen und schickte sich an, nach dem Gewinn des German Masters innerhalb von vier Tagen den zweiten Titel zu holen. Zwei Halbfinalcenturys konnte aber auch Titelverteidiger Mark Selby vorweisen und dazu die Selbstbestätigung durch sein sechstes Maximum Break in seinem letzten Gruppenspiel. Außerdem war der 3:1-Sieg über Wilson aus der Gruppenphase ein psychologischer Vorteil. Der amtierende Weltmeister hatte zwar die erste Chance, spielte sich aber nach nur 11 Punkten fest. Selby nutzte dagegen seine erste Gelegenheit und machte ein Beinahe-Century daraus zur 1:0-Führung. Danach gelang Wilson nicht mehr viel. Im zweiten Frame lochte er nur eine Rote, während Selby auch ohne großes Break die Punkte sammelte, die ihm das 2:0 brachten. Im dritten Frame ließ er Wilson dann zusehen, wie er aus dem ersten erfolgreichen Einsteiger ein 100-Punkte-Century machte und den Sieg und die Titelverteidigung vollendete.
| Finale: Best of 5 Frames Schiedsrichter/in: Natalia Gradinari Mattioli Arena, Leicester, England, 5. Februar 2025 |                |            |
| Kyren Wilson | 0:3            | Mark Selby |
| 11:103 (99), 1:62, 0:100 (100)                                                                                    |                |            |
| – | Höchstes Break | 100        |
| – | Century-Breaks | 1          |
| – | 50+-Breaks     | 2          |

## Century-Breaks

### Qualifikationsgruppen
25 Spieler erzielten 153 Aufnahmen mit 100 oder mehr Punkten. Jak Jones  und David Gilbert spielten mit einer 147 die höchsten Breaks,  Jak Jones erzielte mit 32 die meisten Centurybreaks. Er erzielte zudem im Verlauf des Turniers sein 100. Century.
| Jak Jones         | 1472, 139, 1351 (2×), 134 (2×), 129, 127 (3×), 126 (3×), 124, 120, 119, 117, 116, 115 (3×), 113 (2×), 109 (2×), 107, 106, 103 (2×), 102, 101, 100 |
| David Gilbert     | 1477, 135, 133, 124, 120, 101, 100 |
| Stuart Bingham    | 1434, 136, 133, 126, 121 (2×), 120, 110, 103 |
| Noppon Saengkham  | 1436 |
| Joe O’Connor      | 140, 1385, 134, 138, 128, 127, 119, 117 116, 111, 106, 103                                                                                        |
| Mark Selby        | 1403, 134 (2×), 127, 125, 120 (3×), 110, 107, 105, 100                                                                                            |
| Jack Lisowski     | 140, 116, 103 |
| Tom Ford          | 137, 107, 104 |
| Judd Trump        | 140, 135, 134, 130, 127, 120, 119, 113, 112, 108, 107, 104, 103 (3×), 101                                                                         |
| Zhou Yuelong      | 135, 131 |
| Xiao Guodong      | 135, 130, 128, 123, 101, 100 |
| Ryan Day          | 134, 122, 121, 101 |
| Ali Carter        | 134, 116, 110 |
| Si Jiahui         | 133, 132, 104, 101 |
| Robert Milkins    | 131, 113 |
| Ricky Walden,     | 130, 117, 102 |
| Hossein Vafaei    | 129 (2×), 121 (2×), 119, 117, 101 |
| Matthew Selt      | 129, 123, 111, 105 (2×), 104, 103, 102 (3×) |
| Ronnie O’Sullivan | 128, 106, 101 |
| Pang Junxu        | 127, 125, 124, 110, 104 |
| Chris Wakelin     | 124, 116, 106, 105, 104 |
| Elliot Slessor    | 111 |
| Jimmy Robertson   | 101 |
| Kyren Wilson      | 101 |
| Neil Robertson    | 100 |

x die hochgestellte Zahl markiert das jeweils höchste Break in Gruppe x

### Winners’ Group
Sechs Spieler erzielten 24 Aufnahmen mit 100 und mehr Punkten. Der Sieger Mark Selby erzielte mit einer 147 das höchste Break, Judd Trump spielte mit sieben die meisten.
| Mark Selby   | 147, 141, 135, 129, 111, 100      |
| Si Jiahui    | 143, 100                          |
| Judd Trump   | 139, 138, 136, 106 (2×), 105, 100 |
| Kyren Wilson | 130, 120, 113                     |
| Xiao Guodong | 128, 105, 100 (2×)                |
| Matthew Selt | 100                               |